# Ambalanirana
Ambalanirana est une commune urbaine malgache située dans la partie est de la région de Bongolava.